# Federación de Entidades Religiosas Evangélicas de España
La Federación de Entidades Religiosas Evangélicas de España es el organismo regulador de iglesias y entidades evangélicas. Tiene su sede en Madrid, España. Su secretaria ejecutiva desde marzo de 2022 es Carolina Bueno Calvo, sucediendo en el cargo a Mariano Blázquez Burgo quien lo ostentó desde 1994 durante casi 28 años.
Conferencia Mundial Pentecostal

## Historia
La Federación de Entidades Religiosas Evangélicas de España surge como resultado de la labor realizada por la Comisión de Defensa Evangélica, constituida en mayo de 1956. El objetivo de esta Comisión era defender el colectivo evangélico español y desempeñó su trabajo en esta línea hasta 1982, fecha en la que se inician conversaciones para la firma de un convenio de Cooperación entre el Estado español y las iglesias de confesión protestante del país.
Dentro del citado proceso negociador, la Administración exigió la creación de un instrumento jurídico que pudiera actuar al menos como interlocutor único en la negociación, firma y seguimiento de los eventuales acuerdos. 
En 1986, la Comisión de Defensa se convierte en la FEREDE que asume, a los efectos indicados, la representación del Cristianismo evangélico español.
Para su organización y desarrollo de las tareas derivadas de los Acuerdos de Cooperación, la Federación se ha dotado de distintos órganos cuya definición y funciones detalladas pueden ser consultadas en los Estatutos.

## Estructura organizativa

### Consejos Evangélicos Autonómicos
A nivel autonómico, existen diferentes consejos pertenecientes a la Federación de Entidades Religiosas Evangélicas de España:
- Consejo Evangélico Autonómico de Andalucía
- Consejo Evangélico de Asturias
- Consejo Evangélico de Cantabria
- Consejo Evangélico de Castilla y León
- Consejo Evangélico de Extremadura
- Consejo Evangélico de las Islas Baleares
- Consejo Evangélico de Murcia
- Consejo Evangélico del País Vasco
- Consell Evangèlic de la Comunitat Valenciana
- Consejo Evangélico de Aragón
- Consejo Evangélico de Canarias
- Consejo Evangélico de Castilla-La Mancha
- Consell Evangèlic de Catalunya
- Consejo Evangélico de Galicia
- Consejo Evangélico de Madrid
- Consejo Evangélico de Navarra
- Consejo Evangélico de La Rioja

## Miembros
Pertenecen a la Federación de Entidades Religiosas Evangélicas de España más de 3.000 iglesias y entidades, que se reúnen en más de 4.000 lugares de culto, siendo la segunda confesión religiosa en España, después de la Iglesia Católica, en implantación territorial. (Datos año 2020)

### Agrupaciones acreditadas en FEREDE
FEREDE reconoce, dentro de su seno, a agrupaciones denominacionales, siempre que estén vinculadas por afinidad doctrinal, celebren reuniones periódicas, tengan órganos consultivos o decisorios y tengan una suficiente presencia y estabilidad en España. En la actualidad, las agrupaciones denominacionales reconocidas son las siguientes:
- Alianza Evangélica Española
- Anabautistas, Menonitas y Hermanos en Cristo en España
- Asamblea Cristiana
- Asambleas de Dios de España
- Asambleas de Hermanos
- Comunión Anglicana:
  - Iglesia Española Reformada Episcopal (IERE)
  - Federación Anglicana (Sección Española de la Diócesis en Europa)
- Federación de Iglesias Apostólicas y Pentecostales de España (FIAPE)
- Federación de Iglesias Betania. (FIBE)
- Federación de Iglesias de Dios de España (FIDE)
- Federación de Iglesias Evangélicas Independientes de España (FIEIDE)
- Federación de Iglesias Evangélicas Pentecostales de España (FIEPE)
  - Iglesia evangélica Filadelfia
- Fraternidad Pentecostal y Carismática de España
  - Iglesia Cuerpo de Cristo
- Iglesia Evangélica Española (IEE) (Es una Iglesia protestante formada por la unión de comunidades presbiterianas, congregacionalistas, metodistas, luteranas y valdense.[7])
- Iglesia del Evangelio Cuadrangular
- Iglesias Buenas Noticias
- Iglesias de Cristo
- Iglesias de la Biblia Abierta (es una federación de Iglesias Evangélicas Pentecostales, llamadas a ser un órgano vital en el Cuerpo de Cristo)
- Reconcíliate con Dios
- Unión Evangélica Bautista de España (UEBE)
- Unión de Iglesias Cristianas Adventistas del Séptimo Día (UICASDE)[6]

## Medios
- Prensa
  - Actualidad Evangélica
- Radio
  - Radio Encuentro - Radio Cadena de Vida
- Televisión
  - TBN España